# Мартін Бусс
Мартін Бусс (нім. Martin Buß; нар. 7 квітня 1976) — німецький легкоатлет, який спеціалізувався на стрибках у висоту.

## Спортивні досягнення
Чемпіон світу зі стрибків у висоту (2001). Бронзовий призер чемпіонату світу зі стрибків у висоту (1999). Фінішував 9-м у цій дисципліні на чемпіонаті світу в Афінах (1997).
Посів 4-е (1999) та 6-е (2001) місця на чемпіонатах світу в приміщенні зі стрибків у висоту.
Фіналіст змагань зі стрибків у висоту на двох чемпіонатах Європи — 4-е місце у 1998 та 7-е місце у 2002.
Срібний призер чемпіонату Європи в приміщенні зі стрибків у висоту (2000).
Переможець (1999) та дворазовий бронзовий призер (1997, 2001) змагань зі стрибків у висоту на Кубках Європи.
Срібний призер чемпіонату Європи серед молоді зі стрибків у висоту (1997).
Срібний призер чемпіонату Європи серед юніорів зі стрибків у висоту (1995).
Чемпіон Німеччини зі стрибків у висоту (1997, 1998, 1999, 2001, 2002).
Чемпіон Німеччини в приміщенні зі стрибків у висоту (1999, 2000, 2001).